# Вільям Еванс
Вільям Дейвіс Еванс (англ. William Davies Evans; 27 січня 1790, ферма Масленд, графство Пембрукшир — 3 серпня 1872, Остенде) — англійський шахіст. В 1820 — 1830-х роках був одним з найсильніших шахістів Лондона. Моряк. Зробив цінний внесок у теорію дебютів. Автор дебюту (1824), названого на його честь (Гамбіт Еванса).